# Levin von Barby
Levin von Barby (* um 1718 in Loburg; † 17. September 1774) war ein preußischer Landrat.

## Leben
Levin von Barby gehörte zum Adelsgeschlecht Barby und war der zweite Sohn von Levin von Barby (* 1678; † 13. September 1757), Erbherr auf Loburg und Klepps, Oberstleutnant und seit 1725 Landrat im ersten Distrikt des Kreises Jerichow, und dessen Ehefrau Dorothea Lucia, geb. von Schmertzing. Er hatte noch zwei Brüder.
Er war mit Philippine (geb. von Thümen) verheiratet.
Zu seiner schulischen Ausbildung liegen keine Hinweise vor. Er immatrikulierte sich am 2. Mai 1738 zu einem Studium der Rechtswissenschaften an der Universität Halle.
Nach Beendigung seines Studiums bat sein Vater in seinem Amt als Landrat darum, das ihn sein Sohn als Assistent in diesem Amt unterstützen möge. Dies wurde ihm jedoch versagt und er erhielt Freiherrn Ludwig von Plotho (1698–1780) als Adjunkt. Nach dem Tod seines Vaters wurde Levin von Barby jun. dann im Januar 1767 Assistent des inzwischen zum Landrat ernannten Ludwig von Plotho.
Am 20. Mai 1767 rückte er in das Amt des Landrats nach, und Ludwig von Plotho wurde darauf als emeritus bezeichnet; dies hatte zur Folge, dass Levin von Barby jun. den größten Teil des Gehaltes Ludwig von Plotho überlassen musste. 
Sein Nachfolger im Amt des Landrats wurde Dietrich Friedrich Carl von Schierstedt (1714–1789).
Levin von Barby war Erbherr auf Loburg und Klepps, die zusammen einen Wert von 32.000 Talern hatten.